# Liocranum
Liocranum là một chi nhện trong họ Liocranidae.